# حقوق الإنسان في أذربيجان
بعد صياغة دستور أذربيجان سنة 1995، صدر عدد من التشريعات والتعديلات بالاتساق مع المبادئ الديمقراطية ومتطلبات القانون الدولي أثناء الإصلاح القانوني في أذربيجان. هناك 48 مادة متعلقة بمبادئ حقوق الإنسان والحقوق المدنية والحريات في دستور أذربيجان. فخاصة في القسم الثالث من الدستور، نجد أنه يؤسس للحقوق الرئيسة وحريات المواطنين في أذربيجان، ومنها حقوق الإنسان وحقوق الملكية وحقوق المساواة وحقوق الملكية الفكرية والحقوق المدنية وحقوق الإجراءات الجنائية والحق في الإضراب والأمان الاجتماعي والحق في التصويت وحرية التعبير والاعتقاد والفكر.
تبنى مجلس العموم في جمهورية أذربيجان القوانين الدستورية في 28 ديسمبر عام 2001، في مفوضية حقوق الإنسان لجمهورية أذربيجان، وفي 5 مارس عام 2002، صدَّق الرئيس على مرسوم تطبيق هذا القانون، وبالتالي، صناعة إطار قانوني ووظيفي لمفوض حقوق الإنسان لجمهورية أذربيجان.

## حقوق الأقليات
تحركت حكومة أذربيجان بخطوات إيجابية تجاه حماية حقوق الأقليات الدينية، والسياسة القومية للدولة واضحة بشأن مبادئ التسامح والتعايش المشترك للعديد من الجنسيات والجماعات الإثنية والأقليات الدينية.

## حرية الاعتقاد
أذربيجان دولة علمانية متعددة الثقافات ومتعددة الأديان. تتعايش عدة أديان معاً في أذربيجان. تضمن المادة 48 من دستور أذربيجان الحق في الحرية واختيار كل المواطنين لإيمانهم وممارسة طقوس دينهم بدون قيود. يحمي هذا التأكيد حقوق الأفراد للتعبير عن معتقداتهم الدينية وممارسة الشعائر الدينية، طالما أنهم لا ينتهكون النظام العام أو الأخلاقيات العامة.

## تأثير المعاهدات الدولية
كانت لائحة التفاهم من أول الوثائق الدولية في مجال حقوق الإنسان، وجرى التوقيع عليها بين حكومة أذربيجان ومكتب المؤسسات الديمقراطية وحقوق الإنسان في 26 نوفمبر عام 1998.
ضم المجلس الأوروبي أذربيجان ومنحها العضوية الكاملة في 26 يناير عام 2001. صدَّقت أذربيجان على الاتفاقية الأوروبية لحقوق الإنسان في 15 إبريل عام 2002. ومنذ التصديق على هذه التفاقية، صار من حق كل مواطن يشعر أن الحقوق المنصوص عليها في الاتفاقية منتهكة أن يقاضي أذربيجان أمام المحكمة الأوروبية لحقوق الإنسان. صدَّقت أذربيجان على 15 معاهدة دولية لحقوق الإنسان من أصل 18 معاهدة. وأصبحت عضواً في مجلس حقوق الإنسان في الأمم المتحدة في عام 2006.
انتقدت عدة كيانات مستقلة مثل هيومن رايتس ووتش حكومة أذربيجان بسبب تاريخها بشأن حقوق الإنسان.
اتهمت السلطات بالاعتقالات العشوائية وغير الخاضعة للقانون والاختفاء القسري والضرب الشديد والتعذيب. تعرَّض الصحفيون الذين انتقدوا الحكومة إلى التعدي والحبس والاعتداء الجسدي، بالرغم من استقلال الوكالات الإخبارية. نشر مراسلون بلا حدود مؤشر حرية الصحافة 2013-2014، وجاءت أذربيجان في المرتبة 160 من أصل 180 دولة. انتُقدت الحكومة لفشلها في تحسين أوضاع الحريات المدنية. تستخدم السلطات العنف لتفريق المظاهرات ضد النظام الحاكم.

## حقوق الانتخاب
تُعتبر أذربيجان أول دولة شرقية توفر للنساء حقوق الانتخاب. يحق لجميع المواطنين الذين بلغوا سن العشرين في أذربيجان التصويت، بموجب القانون الذي مرره البرلمان في 21 يوليو من عام 1919، قبل المملكة المتحدة (1928) وإسبانيا والبرتغال (1931).
يحق لكل مواطني أذربيجان الترشح والانتخاب، والمشاركة في الاستفتاءات العامة. تبنى برلمان أذربيجان الكود الانتخابي في 27 مايو عام 2003. بالرغم من اعتبار أذربيجان ديمقراطية علمانية وتمثيلية، خضعت الانتخابات الحديثة لاتهامات بالتزوير. اتُهم الإعلام الأذربيجاني بالانحياز الشديد للسلطة. يُتهم الرئيس الأذربيجاني السابق، حيدر عليف، بتعيين مؤيدي الحكومة في المفوضية المركزية والمحلية للانتخابات قبل الانتخابات الأساسية منذ عام 2003. لاحظ المراقبون الدوليون خروقات للعملية الديمقراطية، تشمل هرب رؤساء اللجان الفرعية بصناديق الاقتراع ودس البطاقات المزورة في صناديق الاقتراع والتصويت المتعدد والتلاعب بالانتخابات.
انتُقدت أذربيجان بشدة على رشوة أعضاء ومسئولي المنظمات الدولية لشرعنة الانتخابات المزورة، وهي ممارسة يُطلق عليها مصطلح «دبلوماسية الكافيار». كانت تلك الحالة مع أعضاء البرلمان الأوروبي، إذ كان تقييمهم الإيجابي للانتخابات في أذربيجان سبباً لفضيحة كبيرة في أوروبا. نشرت مبادرة الاستقرار الأوروبي سلسلة من التقارير المفصَّلة تعرض فيها مصالح مهمات المراقبة في انتخابات أذربيجان.

## حرية التجمع والتعبير عن المعتقدات السياسية
لم يتمتع مواطنو أذربيجان بحرية التجمع حتى يونيو عام 2005. رُفع حظر التجمعات المعارضة بعد الضغط الشعبي، لكن الأحداث التي وقعت خلال الانتخابات البرلمانية في العام التالي أثبتت أن هذا مجرد تغيير شكلي. أنكرت السلطة حقوق المعارضين في التظاهر أو الاحتشاد في مراكز المدن أو في الأماكن الخاصة المجهزة لهذا الغرض. ألقي القبض على المشاركين في التظاهرات والاحتشادات التي لم تجرمها الحكومة، وتعرَّضوا للضرب. عُرف عن الشرطة إلقائها القبض على أعضاء من المعارضة بتهمة «التآمر لقلب نظام الحكم»، محاولةً منهم لإقناع المعارضة بالكف عن العمل السياسي. لم يُسمح بأي حشد بعد الانتخابات.
تقول منظمة هيومن رايتس ووتش في تقرير صادر عام 2013، أن «سجل أذربيجان في حرية التعبير والتجمع والترابط في انحطاط مستمر لعدة سنوات، ولكنه تدهور بصورة سريعة منذ منتصف 2012.» وفي إبريل من عام 2014، أشار تقرير صادر عن المنظمة الأوروبية لحقوق الإنسان أن حقوق الإنسان في أذربيجان في حالة تدهور، خاصة حرية التعبير والتجمع والترابط.

## الحق في الحرية والأمان
خضعت أذربيجان لضغط دولي لإطلاق سراح عدد من السجناء السياسيين. أطلقت أذربيجان سراح مئة من المعتقلين السياسيين منذ انضمامها لمجلس أوروبا، مع بقاء العديد من المعارضين الآخرين في السجون، ويستمر المعارضون في السجون بدون أي دليل على ارتكاب جريمة. أطلق سراح 51 من السجناء السياسيين بحسب مجموعات حقوق الإنسان الدولية، بموجب العفو الذي وقَّعه الرئيس الأذربيجاني إلهام علييف، في 16 مارس عام 2019.
ألقي القبض على الناشطين المعارضين، باختيار هاجييف وجابار سافالان، بعد اشتراكهم في تنظيم احتجابات مشابهة للربيع العربي خلال فيسبوك. خضع كلاهما لفترة سجن بموجب اتهامات غير متناسقة. احتج على هذا الاعتقال البرلمان الأوروبي ومنظمة هيومن رايتس ووتش ومؤشر الرقابة. طلبت منظمة العفو الدولية إطلاق سراح السجينين فوراً، ووصفتهما بسجناء الرأي. أطلق سراح جابار سافالان من السجن بعد 11 شهر في 26 ديسمبر عام 2011. اعتُقل أغتاي غالايف، ناشط البيئة وحقوق الإنسان، في إبريل عام 2012، ويدعى أنه تعرض للتعذيب، وأطلق سراحه في يونيو. اختُطف سبعة نشطاء صغار في 2013، منهم أربعة أعضاء إدارة في حركة نيدا المدنية، بعد احتجاجات ضد الوفيات العسكرية خارج إطار المعارك الحربية في مارس وإبريل في باكو. اتُهم النشطاء بالتحضير لأعمال شغب أثناء احتجاجات باكو، وحيازة أسلحة ومخدرات. أشارت منظمة العفو الدولية إلى أن بعض النشطاء المعتقلين (ومنهم شاهين نوفروزلو، وهو ناشط بعمر 17 عام) تعرضوا للتعذيب. وصفت منظمة العفو الدولية كل المعتقلين بأنهم سجناء رأي. أطلق سراح أربعة منهم في 2014، وأربعة آخرون من أعضاء نيدا في 2016، بأمر من الرئيس. رحبت منظمة العفو الدولية بهذا التطور. أطلق سراح الأربعة المعتقلين الآخرين بموجب العفو الرئاسي في 16 مارس عام 2019، ورحبت بذلك منظمة خدمات الأفعال الخارجية الأوروبية.